# Things Don't Always Go the Way You Plan
Things Don't Always Go the Way You Plan è il secondo mixtape del musicista australiano Flume, pubblicato nel 2023.

## Tracce
1. Counting Sheep (V2) [2018 Export Wav] (featuring Injury Reserve) – 2:26 (Harley Streten, Injury Reserve)
2. Nice 2 Know U 1.5.3 [2020 Export Wav] – 2:15 (Streten)
3. Why 1.3 [2012 Export Wav] – 4:53 (Streten)
4. Rhinestone 1.7.2 [2018 Export Wav] (with Isabella Manfredi) – 3:54 (Streten, Isabella Manfredi)
5. Dream 1.2.2 [2016 Export Wav] – 3:33 (Streten)
6. Beat 58 1.1 [2020 Export Wav] – 2:13 (Streten)
7. Close 1.2 [2016 Export Wav] – 3:12 (Streten)
8. One Step Closer 1.4 [2021 Export Wav] (featuring Panda Bear) – 3:17 (Streten, Noah Benjamin Lennox)
9. Spoke 2 Aliens Finally 1.3 [2020 Export Wav] – 4:41 (Streten)
10. Things Don't Always Go the Way You Plan 1.2 [2020 Export Wav] – 4:30 (Streten)